# Amblans-et-Velotte
Amblans-et-Velotte ist eine französische Gemeinde im Département Haute-Saône in der Region Bourgogne-Franche-Comté.

## Geographie
Amblans-et-Velotte liegt auf einer Höhe von 305 m über dem Meeresspiegel, sieben Kilometer westlich von Lure und etwa 20 Kilometer ostnordöstlich der Stadt Vesoul (Luftlinie). Das Dorf erstreckt sich im zentralen Teil des Departements, am westlichen Rand der Ebene von Lure, nördlich der Niederung des Razou.
Die Fläche des 9,76 km² großen Gemeindegebiets umfasst einen Abschnitt der Ebene von Lure. Die Schwemmebene am Rand der Vogesen liegt durchschnittlich auf 300 m. Die südliche Grenze verläuft in der Niederung des Razou, der für die Entwässerung nach Osten über die Reigne zum Ognon sorgt. Die Talniederung weist eine Breite von rund einem Kilometer auf, liegt auf etwa 290 m und ist teils sumpfig, teils mit Auenwald bestanden.
Vom Bachlauf erstreckt sich das Gemeindeareal nordwärts auf das Plateau von Amblans und in die Talmulde seines Seitenbaches Ruisseau de Velotte. Landwirtschaftliche Nutzung herrscht hier vor. Im Osten reicht das Areal in die Waldung des Bois de Velotte. Gegen Westen steigt das Gelände allmählich an zur bewaldeten Kuppe des Bois d'Amblans und bis zur Höhe des Mont Jarrot. Mit 406 m wird hier die höchste Erhebung von Amblans-et-Velotte erreicht. Sie besteht aus Muschelkalk der mittleren Trias.
Die Doppelgemeinde besteht aus folgenden Ortsteilen:
- Amblans (305 m) nördlich der Niederung des Razou
- Velotte-sous-Amblans (293 m) in der Talmulde des Ruisseau de Velotte
- Maison-du-Bois (298 m) nördlich der Niederung des Razou

Nachbargemeinden von Amblans-et-Velotte sind Adelans-et-le-Val-de-Bithaine und Bouhans-lès-Lure im Norden, Magny-Vernois im Osten, Vy-lès-Lure und Mollans im Süden sowie Genevreuille im Westen.

## Geschichte
Das Gebiet von Amblans-et-Velotte war schon sehr früh besiedelt, wovon Überreste und Fundamente gallorömischer Landhäuser zeugen. Erstmals urkundlich erwähnt wird Amblans im Jahr 1258. Im Mittelalter gehörte das Dorf zur Freigrafschaft Burgund und darin zum Gebiet des Bailliage d’Amont. Die lokale Herrschaft hatte das Kloster Luxeuil inne, doch auch das Kloster Lure hatte Grundbesitz auf dem Gebiet. Zusammen mit der Franche-Comté gelangten Amblans und Velotte mit dem Frieden von Nimwegen 1678 definitiv an Frankreich. Seit der Zeit der Französischen Revolution bilden Amblans und Velotte zusammen eine Gemeinde. Heute ist Amblans-et-Velotte Mitglied des Gemeindeverbandes Pays de Lure.

## Sehenswürdigkeiten
Die Dorfkirche Saint-Antoine in Amblans wurde im 19. Jahrhundert neu erbaut. Zu ihrer Ausstattung gehören vier Flachreliefs im Flamboyantstil und ein Altar aus Bronze (vergoldet) aus dem 19. Jahrhundert. Das Fontaine-Lavoir von Velotte wurde im 18. Jahrhundert an der Quelle der Velotte errichtet und ist heute als Monument historique klassiert. Das Lavoir, dessen Dach von vier Säulen gestützt wird, diente einst als Waschhaus und Viehtränke. Sehenswert sind auch die Petite Fontaine de Velotte (1842) und die Fontaine d'Amblans (1819), die ebenfalls zu den Monuments historiques zählen.

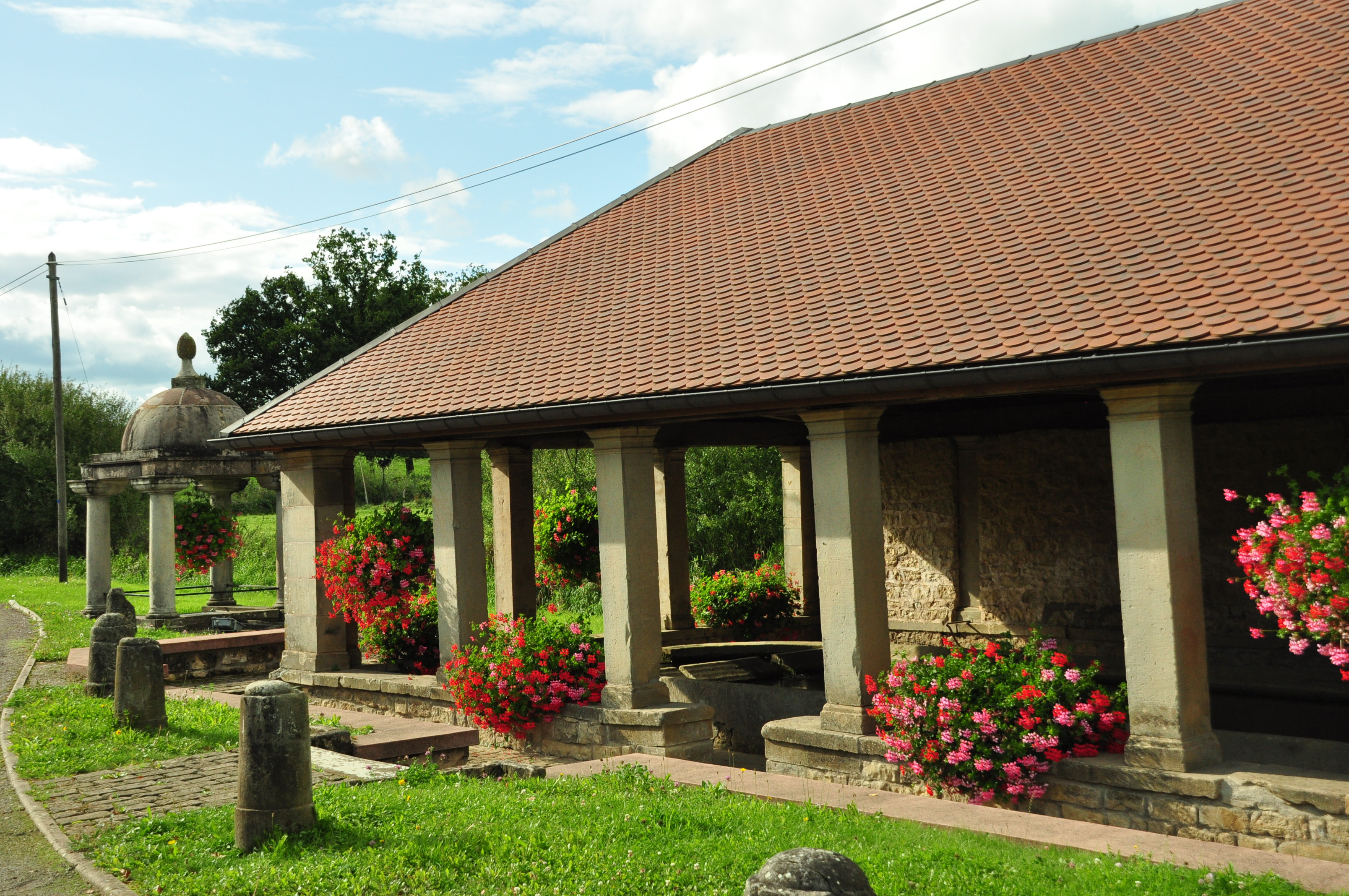
Brunnen-Lavoir
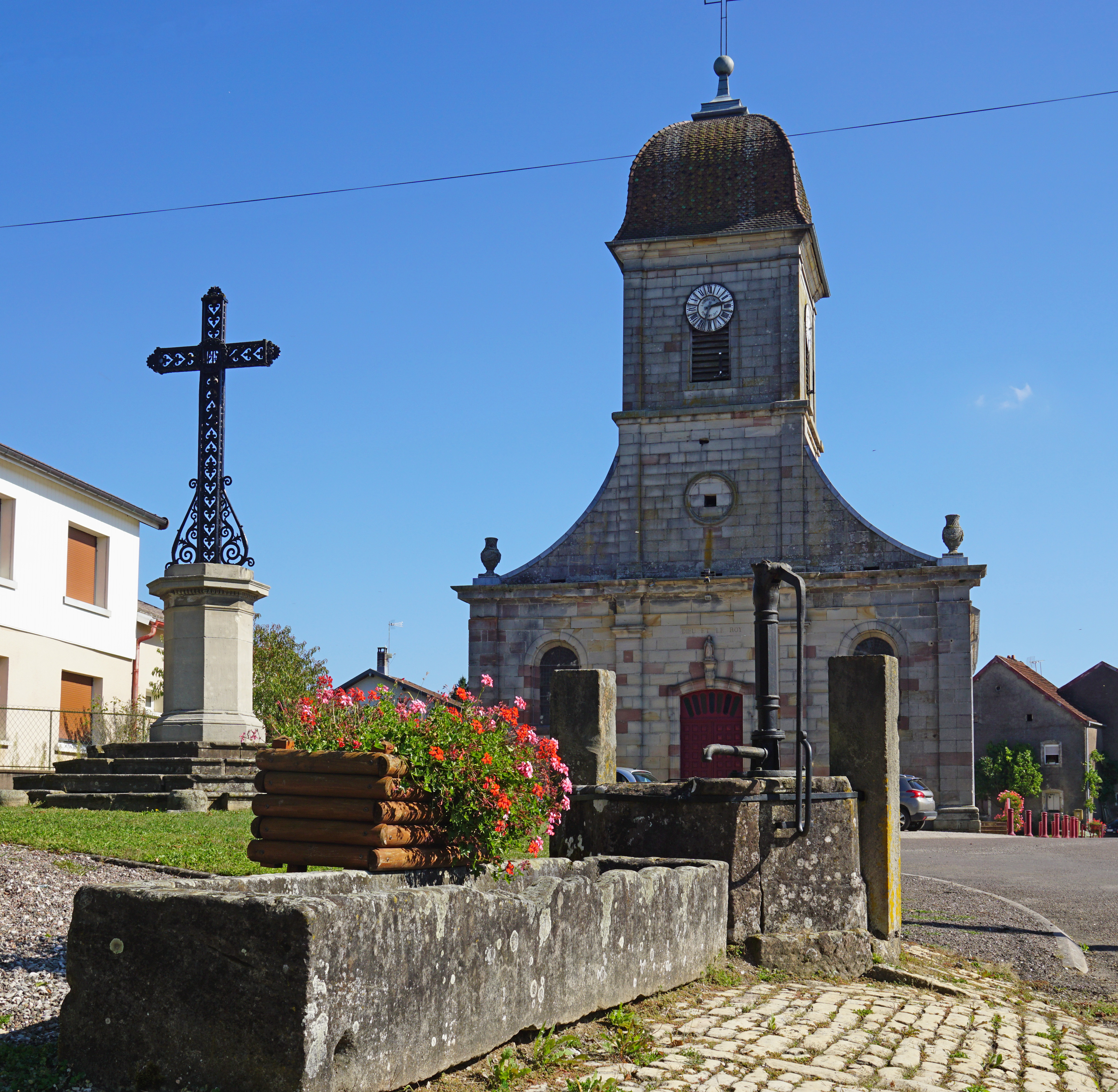
Kirche Saint-Antoine
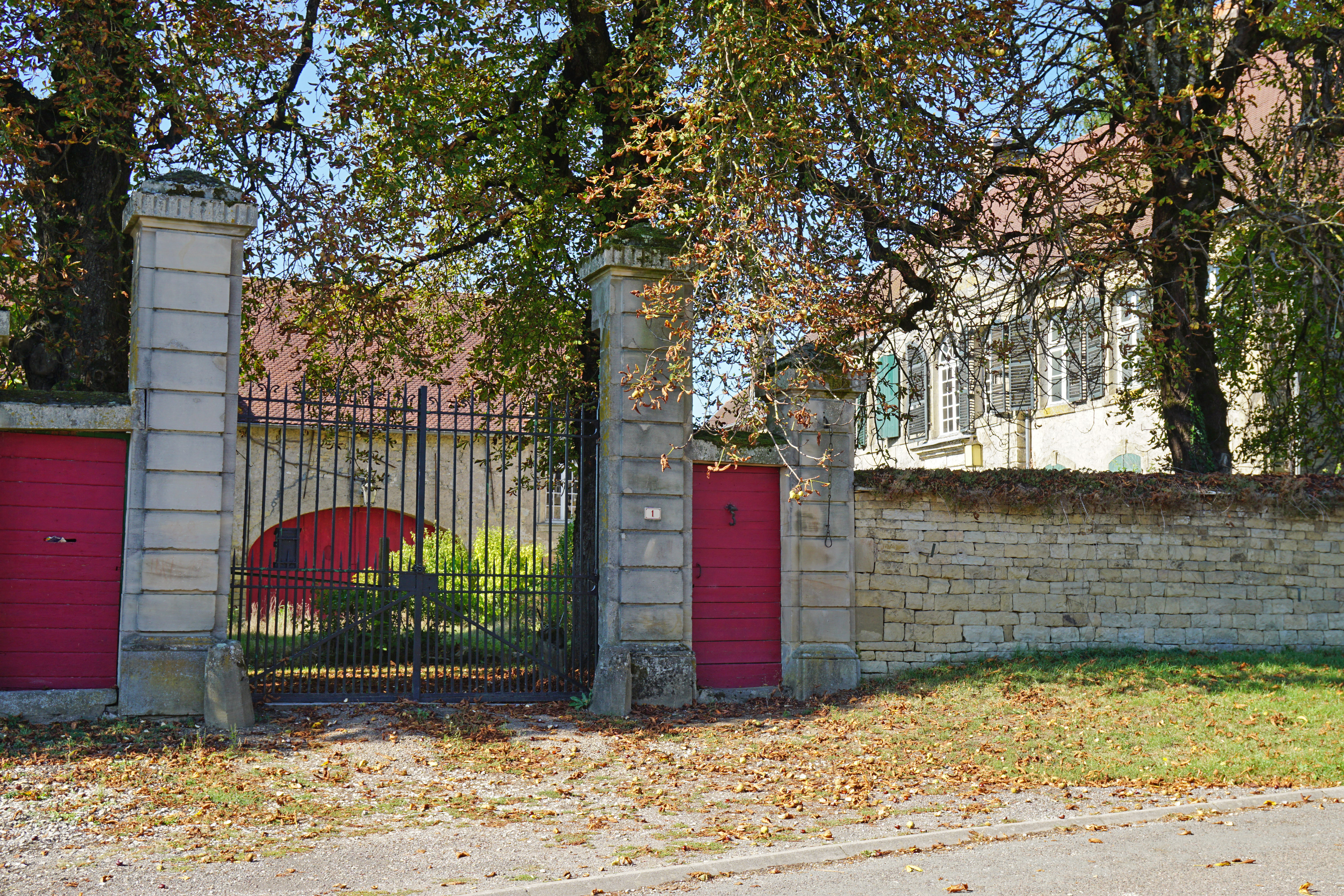
Eingang zum Schloss Amblans
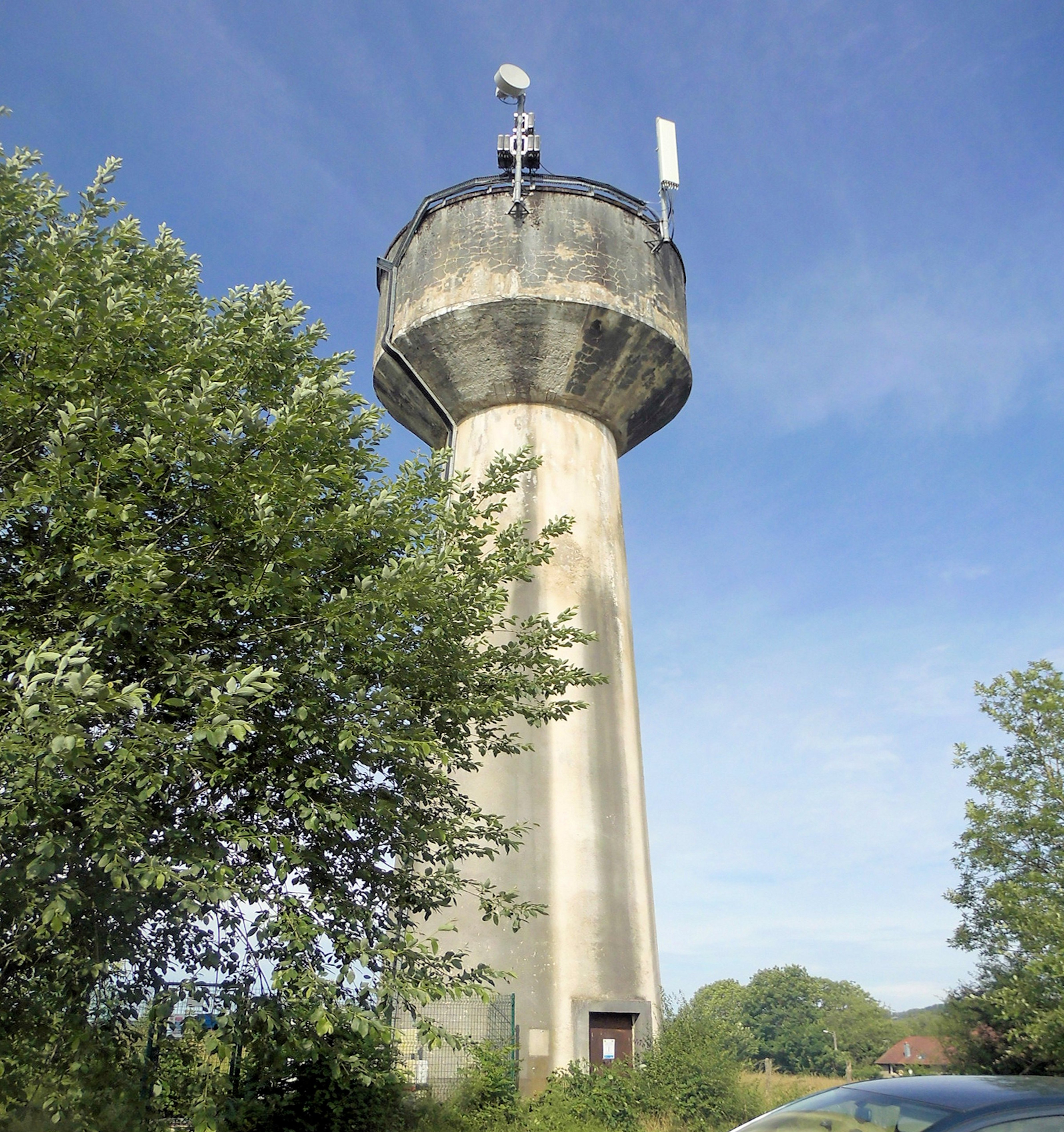
Wasserturm

## Bevölkerung
| Jahr                       | 1962 | 1968 | 1975 | 1982 | 1990 | 1999 | 2006 | 2018 |
| Einwohner                  | 279  | 278  | 255  | 258  | 281  | 288  | 347  | 400  |
| Quellen: Cassini und INSEE |      |      |      |      |      |      |      |      |

Mit 400 Einwohnern (1. Januar 2022) gehört Amblans-et-Velotte zu den kleineren Gemeinden des Départements Haute-Saône. Nachdem die Einwohnerzahl in der ersten Hälfte des 20. Jahrhunderts deutlich abgenommen hatte (1886 wurden noch 462 Personen gezählt), wurde seit Beginn der 1980er Jahre wieder ein Bevölkerungswachstum verzeichnet.

## Wirtschaft und Infrastruktur
Amblans-et-Velotte war bis weit ins 20. Jahrhundert hinein ein vorwiegend durch die Landwirtschaft (Ackerbau, Obstbau und Viehzucht) und die Forstwirtschaft geprägtes Dorf. Heute gibt es einige Betriebe des lokalen Kleingewerbes. In den letzten Jahrzehnten hat sich das Dorf zu einer Wohngemeinde gewandelt. Viele Erwerbstätige sind deshalb Wegpendler, die in den größeren Ortschaften der Umgebung ihrer Arbeit nachgehen.
Die Ortschaft ist verkehrstechnisch gut erschlossen. Sie liegt an der Hauptstraße N19, die von Vesoul via Lure nach Belfort führt. Weitere Straßenverbindungen bestehen mit Bouhans-lès-Lure und Magny-Vernois. Durch das Gebiet verläuft die Eisenbahnstrecke von Vesoul nach Belfort; der nächste Bahnhof befindet sich in Lure.